# Juke joint

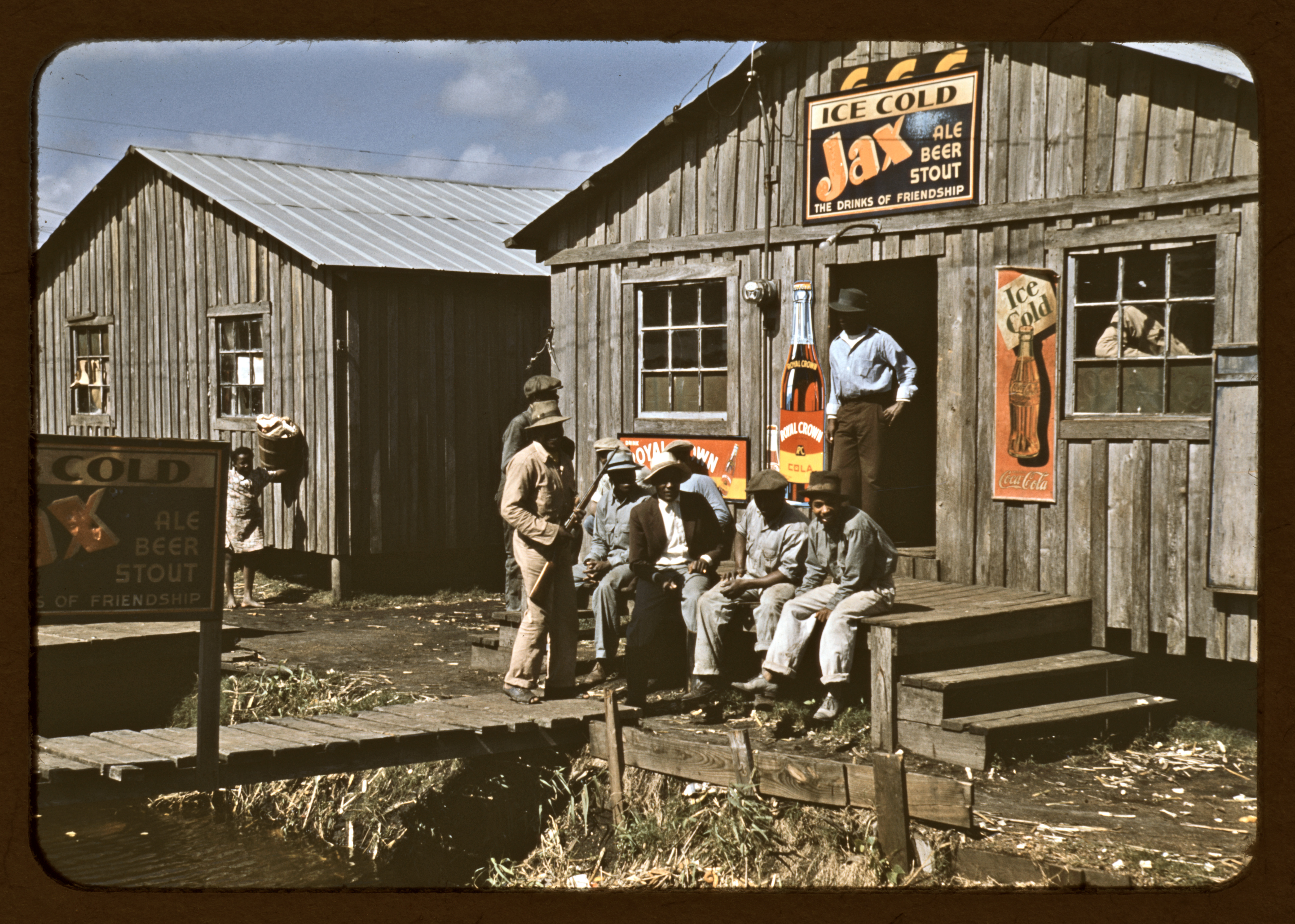
Exterior de uma juke joint em Belle Glade, Flórida, fotografada por Marion Post Wolcott em 1944.

Juke joint (ou jook joint) é o termo vernacular para um pequeno estabelecimento informal de música, dança, jogos e bebidas, operados sobretudo por afro-americanos. As juke joints são muito comuns no sudeste dos Estados Unidos, em áreas com populações afro-americanas, e localizam-se principalmente em cruzamentos de estradas. Muitos historiadores apontam os juke joints como responsáveis pelo surgimento do blues.[carece de fontes?]
Alguns acreditam que o termo "juke" deriva da palavra gullah "joog", que significa 'desordem'.